# フェイヴァリット・ワースト・ナイトメアー
『フェイヴァリット・ワースト・ナイトメア』（Favourite Worst Nightmare）は、イギリスのロックバンド、アークティック・モンキーズのセカンドアルバムである。
アルバム・タイトルである『フェイヴァリット・ワースト・ナイトメア』（お気に入りの最悪の悪夢）の由来は、収録曲「D is for Dangerous」からである。

## 収録曲
1. ブライアンストーム - Brianstorm
2. テディ・ピッカー - Teddy Picker
3. ディー・イズ・フォー・デンジャラス - D is for Dangerous
4. バラクラヴァ - Balaclava
5. フロレセント・アドレセント - Fluorescent Adolescent
6. オンリー・ワンズ・フー・ノウ - Only Ones Who Know
7. ドゥ・ミー・ア・フェイヴァー - Do Me a Favour
8. ディス・ハウス・イズ・ア・サーカス - This House is a Circus
9. イフ・ユー・ワー・ゼアー、ビワー - If You Were There, Beware
10. ザ・バッド・シング - The Bad Thing
11. オールド・イエロー・ブリックス - Old Yellow Bricks
12. 505 - 505
13. ダ・フレーム・2R - Da Frame 2R
14. マタドール - Matador

### 備考
13,14曲目は日本盤ボーナス・トラック
9曲目の「If You Were There, Beware」には「ここ」と少女の様な奇妙な声が収録されていた。
1曲目の『Brianstorm』は大阪で出会った奇妙な人物にインスパイアされ誕生したという。大阪公演の後、楽屋を訪ねてきたブライアンと名乗る人物に大きな衝撃を受けたそうで、アレックス・ターナーは『The Sun』紙のインタビューで「彼が部屋から出て行ったとき、俺達、ちょっと呆気に取られてたよ。で、彼がどんな人物だったか書き出したり絵に描き始めたんだ」と話した。また、ジェイミー・クックは、ブライアンについて、「ほんとに変だった。名刺を持って現れたんだ。丸首のTシャツにネクタイをゆるめに着けてさ。そんな格好した奴、それまで見た事がなかったよ。彼はまるで、人の頭の中に入り込もうとしてる感じだった。俺たち、格好見てたまげちまったんだ」と振り返った。

## シングル
- ブライアンストーム - Brianstorm
- ダ・フレーム・2R/マタドール - Da Frame 2R/Matador（英国内で限定シングルとして発売。日本盤未発売）
- フロレセント・アドレセント - Fluorescent Adolescent
- テディー・ピッカー - Teddy Picker

## パーソナル
- アレックス・ターナー - ボーカル、ギター
- ジェイミー・クック - ギター
- マット・ヘルダース - ドラム
- ニック・オマリー - ベース